# Бунин, Константин Владимирович
Константи́н Влади́мирович Бу́нин (9 января 1912, Воронеж, Российская империя — 11 июля 1986) — советский врач-инфекционист, академик Академии медицинских наук СССР (1974; член-корреспондент с 1966), член Президиума АМН СССР.

## Биография
Константин Владимирович Бунин родился 9 января 1912[по какому календарю?] в Воронеже.
- Окончил:
  - 1941 г. — 2-й ММИ им. Н. И. Пирогова,
  - 1946 г. — аспирантуру при кафедре инфекционных болезней 1-го ММИ им. И. М. Сеченова.
- 1947—1951 гг. — доцент, затем зав. кафедрой госпитальной терапии Челябинского медицинского института.
- С 1953 г. возглавлял кафедру инфекционных болезней 1-го ММИ им. И. М. Сеченова.

Под его руководством было выполнено и защищено 75 диссертационных работ, в том числе —  20 докторских.
Он — автор более 250 научных работ, в т. ч. 8 монографий по различным вопросам инфекционной патологии.

### Научные интересы
Константин Владимирович Бунин является автором более 250 научных работ, в т. ч. — 8 (восьми) монографий по различным вопросам инфекционной патологии. Основное направление научных исследований К. В. Бунина (и его учеников) — изучение проблем клинической иммунологии. Им были установлены закономерности формирования и динамики иммунитета у больных инфекционными заболеваниями при лечении антибиотиками.
Цикл работ К. В. Бунина посвящен вопросам патогенеза бактерионосительства после перенесенного брюшного тифа. Рассматривая бактерионосительство как особую форму иммунологической толерантности организма, К. В. Бунин обосновал ряд принципов леч. применения антигенов в целях стимуляции иммунитета. Совместно с учениками им разработаны и внедрены в медицинскую практику методы комплексного лечения брюшного тифа, в результате чего сокращается частота формирования бактерионосительства.
Ряд исследований Константин Владимирович посвятил усовершенствованию методов иммунодиагностики инфекционных болезней, а также изучению физико-химической природы антител при:
- брюшном тифе,
- брюшнотифозном бактерионосительстве и
- сальмонеллёзах.

Известны его работы по клинике и диагностике:
- ботулизма,
- холеры,
- брюшного тифа,
- инфекционного гепатита,
- дизентерии,
- безжелтушного лептоспироза;

в этих работах были даны описания атипичных вариантов течения этих болезней. 
К. В. Бунин одним из первых в стране описал клинику эпидемической миалгии, вызываемой вирусами Коксаки.
Константин Владимирович Бунин похоронен на Кунцевском кладбище г. Москвы, участок 10в.

### Публикации
- Бунин, Константин Владимирович. «Диагностика инфекционных болезней [Текст] : клиническое руководство» / К. В. Бунин. — Москва : Медицина, 1965. — 439 с. : ил. ; 22 см. — Библиогр.: с. 435—436. — 13000 экз.
- Бунин, Константин Владимирович. «Инфекционные болезни» [Текст][3] / К. В. Бунин. — 6-е изд., перераб. и доп. — Москва : Медицина, 1984. — 392 с. : [6] л. ил. ; 22 см. — (Учебная литература. Для учащихся медицинских училищ). — 100000 экз.
- Бунин, Константин Владимирович. «Иммуно-антибиотикотерапия рецидивирующих и хронических форм инфекционных болезней» [Текст] / К. В. Бунин, Г. Ф. Белов; отв. ред. М. А. Самотейкин ; АН СССР, Сиб. отд-ние, Н.-и. клинич. центр, АМН СССР, Сиб. отд-ние, Ин-т Клинич. и эксперимент. медицины. — Новосибирск : Наука, Сибирское отделение, 1982. — 139 с. ; 21 см. — Библиогр.: с. 126—138. — 3750 экз
- «Карманный справочник инфекциониста : (Клиника, диагностика, лечение)» / Под ред. и при участии проф. К. В. Бунина. — Москва : Медгиз, 1961. — 233 с. ; 17 см. — 60000 экз.
- «Краткий справочник врача-инфекциониста : (Клиника, диагностика, лечение)» / Под ред. и при участии проф. К. В. Бунина. — Изд. 2-е, доп. и испр. — Ленинград : Медицина, Ленингр. отд-ние, 1965. — 287 с. ; 17 см. — 35000 экз.
- «Справочник врача-инфекциониста : (Клиника, диагностика, лечение)» / Под ред. и при участии чл.-кор. АМН СССР проф. К. В. Бунина. — Изд. 3-е, пересмотр. — Москва : Медицина, 1969. — 296 с. ; 17 см. — Предм. указатель: с. 283—292. — 40000 экз.. — (в пер.) : На обороте тит. л. авт.: Булкина И. Г., Бунин К. В., Кузнецов В. С. и др. 2-е изд. вышло под загл.: Краткий справочник...
- «Инфекция и иммунитет : [Сборник статей]» / Под общ. ред. чл.-кор. АМН СССР проф. К. В. Бунина и проф. М. М. Дыхно. — Москва : б. и., 1969. — 105 с. ; 20 см. — (Труды 1-го Моск. мед. ин-та им. И. М. Сеченова; т. 65). — 1000 экз
- Диагностика, патогенез, лечение и профилактика острых кишечных инфекций и вирусного гепатита : Тез. докл." / Первый Всесоюз. съезд инфекционистов, Киев, 11-14 дек. 1979 г. ; [Редкол.: К. В. Бунин (отв. ред.) и др.]. — Киев : Всесоюз. науч. о-во инфекционистов, 1979. — 422 с. ; 21 см. — 1000 экз. : Загл. пер.: Первый Всесоюзный съезд инфекционистов. В надзаг.: М-во здравоохранения СССР, Всесоюз. науч. о-во инфекционистов, М-во здравоохранения УССР, Киев. НИИ инфекц. болезней
- Бунин, Константин Владимирович. «Диагностика инфекционных болезней : Клинич. руководство» / Константин Владимирович Бунин. — Москва : Медицина, 1965. — 439 с.; 20 л. ил. : ил. ; 22 см. — Библиогр.: с. 435—436
- Бунин, Константин Владимирович. «Иммунитет и рациональная иммуно-антибиотикотерапия брюшного тифа и дизентерии» / Константин Владимирович Бунин. — Москва : [б. и.], 1962. — 135 с. : граф. ; 20 см. — (1-й Моск. ордена Ленина мед. ин-т им. И. М. Сеченова. Кафедра инфекционных болезней). — Библиогр.: с. 126—134.
- Бунин, Константин Владимирович. «Иммуно-антибиотикотерапия рецидивирующих и хронических форм инфекционных болезней» / Отв. ред. М. А. Самотейкин. — Новосибирск : Наука. Сиб. отд-ние, 1982. — 139 с. ; 21 см. — Библиогр.: с. 126—138. — 1 экз.

В надзаг.: АН СССР, Сиб. отд-ние Н. -и. клинич. центр, АМН СССР, Сиб. отд-ние, Ин-т клинич. и эксперим. медицины.
- Бунин, Константин Владимирович. «Инфекционные болезни [Текст] : [учебник для мед. училищ]» / К. В. Бунин. — 4-е изд., испр. и доп. — Москва : Медицина, 1972. — 408 с. : [4] л. ил. ; 21 см. — 100000 экз.
- Бунин, Константин Владимирович. «Инфекционные болезни» / Константин Владимирович Бунин. — 6-е издание, переработанное и дополненное. — Москва : Медицина, 1984. — 392 с., 6 л. ил. : ил. ; 22 см. — (Учеб. лит. Для учащихся мед. уч-щ).
- Бунин, Константин Владимирович. «Инфекционные болезни» : [Учебник для мед. училищ] / К. В. Бунин. — 5-е издание, переработанное и дополненное. — Москва : Медицина, 1977. — 392 с., 6 л. ил. : ил. ; 21 см.
- Бунин, Константин Владимирович. «Инфекционные болезни : [Учебник для мед. училищ]» / Константин Владимирович Бунин. — Изд. 4-е, испр. и доп. — Москва : Медицина, 1972. — 408 с.; 4 л. ил. : ил. ; 22 см.
- Бунин, Константин Владимирович. «Неотложная терапия при инфекционных болезнях» / Константин Владимирович Бунин. — Ленинград : Медицина. Ленингр. отд-ние, 1983. — 223 с. : ил. ; 22 см. — Библиогр.: с. 217—222. — Предм. указ.: с. 212—215.
- Бунин, Константин Владимирович. «Прививочные реакции при иммунизации живыми вакцинами» / Константин Владимирович Бунин. — Москва : Медицина, 1970. — 296 с. ; 21 см. — Библиогр. в конце глав.
- Бунин, Константин Владимирович. «Ранняя дифференциальная диагностика инфекционных болезней» / Константин Владимирович Бунин. — Москва : [б. и.], 1960. — 424 с.; 1 л. ил. : ил. ; 21 см. — (1-й Моск. ордена Ленина мед. ин-т им. И. М. Сеченова). — Библиогр.: с. 420—421.

Перед загл. авт.: проф. К. В. Бунин
- Бунин, Константин Владимирович. «Роль иммунитета и аллергии в лечении инфекционных больных : Лекции для врачей и студентов» / Константин Владимирович Бунин. — Москва : [б. и.], 1959. — 80 с. : граф. ; 22 см. — (Первый Моск. ордена Ленина мед. ин-т им. И. М. Сеченова). — Библиогр. в конце лекций.

Перед загл. авт.: проф. К. В. Бунин

## Награды
Константин Владимирович Бунин был награждён двумя орденами Трудового Красного Знамени и медалями[какими?].